# 키르히도르프
키르히도르프(독일어: Kirchdorf)는 스위스 베른주의 베른-미텔란트구에 있는 자치체이다. 2018년 1월 1일 겔터핑엔, 뮐레도르프 및 노플렌의 이전 지자체가 키르히도르프의 지자체로 병합되었다..

## 역사
키르히도르프는 1228년에 Chilthorf로 처음 언급되었다.
이 지역에서 가장 오래된 정착지의 흔적은 현재 묘지 근처에 있는 여러 라텐 문화의 무덤이다. 게스텔렌발트의 선사 시대 토공사에는 근처에 마을이 있었을 것이다. 중세 시대에 많은 지역 귀족과 귀족 들이 마을의 권리나 토지를 소유했다. 13세기부터 15세기까지 여러 수도원에서 마을의 상당 부분을 사거나 받았다. 1507-08년에 야콥 폰 바덴빌은 흩어져 있는 모든 권리와 토지 소유권을 취득하여 하나의 영지로 통합했다. 그는 영토를 팔았고 키르히도르프는 여러 소유자를 거쳤다. 1645년에 마을 평의회는 키르히도르프 법원을 인수하여 베른에 1,000파운드에 팔았다.
성 우르수스의 마을 교회는 중세 시대에 지어졌다. 그것은 1228년의 역사적 기록에 큰 교구의 중심으로 처음 나타난다. 오늘날에도 여전히 주변의 여러 지자체의 교구 교회이다. 현재의 교회는 중세 교회가 화재로 소실된 후인 1872-74년에 지어졌다.
마을은 에멘탈과 슈바르츠부르크 지역 사이에 위치하고 있으며, 항상 무역로에서 약간의 돈을 벌었다. 1970년대부터 통근자들이 키르히도르프로 이동하면서 인구가 증가하기 시작했다. 오늘날 근로자의 약 2/3가 다른 도시와 도시로 통근한다. 지역 경제는 농업, 중소기업, 자갈 채굴 및 지역 매립을 기반으로 한다. 장애인을 위한 타나나커 집과 작업장도 일부 일자리를 제공한다.

## 지리
키르히도르프의 면적은 6.12 k㎡이다. 2012년 기준으로 총 4.16k㎡ (67.9%)가 농업용으로 사용되는 반면 1.09k㎡ (17.8%)는 산림으로 사용된다. 나머지 시정촌은 0.7k㎡ (11.4%)가 정착(건물 또는 도로), 0.11k㎡ (1.8%)가 강 또는 호수이고, 0.04k㎡ (9.9에이커)이다. 0.7%%는 비생산적인 토지이다.
같은 해 주택과 건물이 3.9%, 교통 인프라가 2.6%를 차지했다. 전력 및 수자원 기반 시설 및 기타 특별 개발 지역이 면적의 4.9%를 차지한다. 모든 산림 지역은 울창한 산림으로 덮여 있다. 농경지 중 41.3%는 작물 재배에 사용되며, 22.3%는 목초지로, 4.2%는 과수원이나 덩굴 작물에 사용된다. 시정촌의 물 중 1.5%는 호수에 있고 0.3%는 강과 시내에 있다.
시정촌에는 키르히도르프 마을과 다른 작은 마을 및 개별 주택이 포함된다. 그것은 아레 계곡과 귀르베탈 (귀르베 계곡) 사이의 테라스에 위치하고 있으며, 게르첸호와도 접해 있다. 키르히도르프 교구에는 겔터핑엔, 야베르크, 키너스뤼티, 뮐레도르프, 노플렌 및 우티겐이 있다.
겔터핑엔, 게르첸호, 키르히도르프(BE), 뮐레도르프 및 노플렌의 지자체는 2017년 1월 1일에 2014년 현재 미정의 이름을 가진 새로운 지자체로의 합병을 고려하고 있다.
2009년 12월 31일에 시정촌의 이전 구역인 제프티겐구가 해산되었다. 다음 날 2010년 1월 1일에 새로 설립된 베른-미텔란트구에 합류했다.

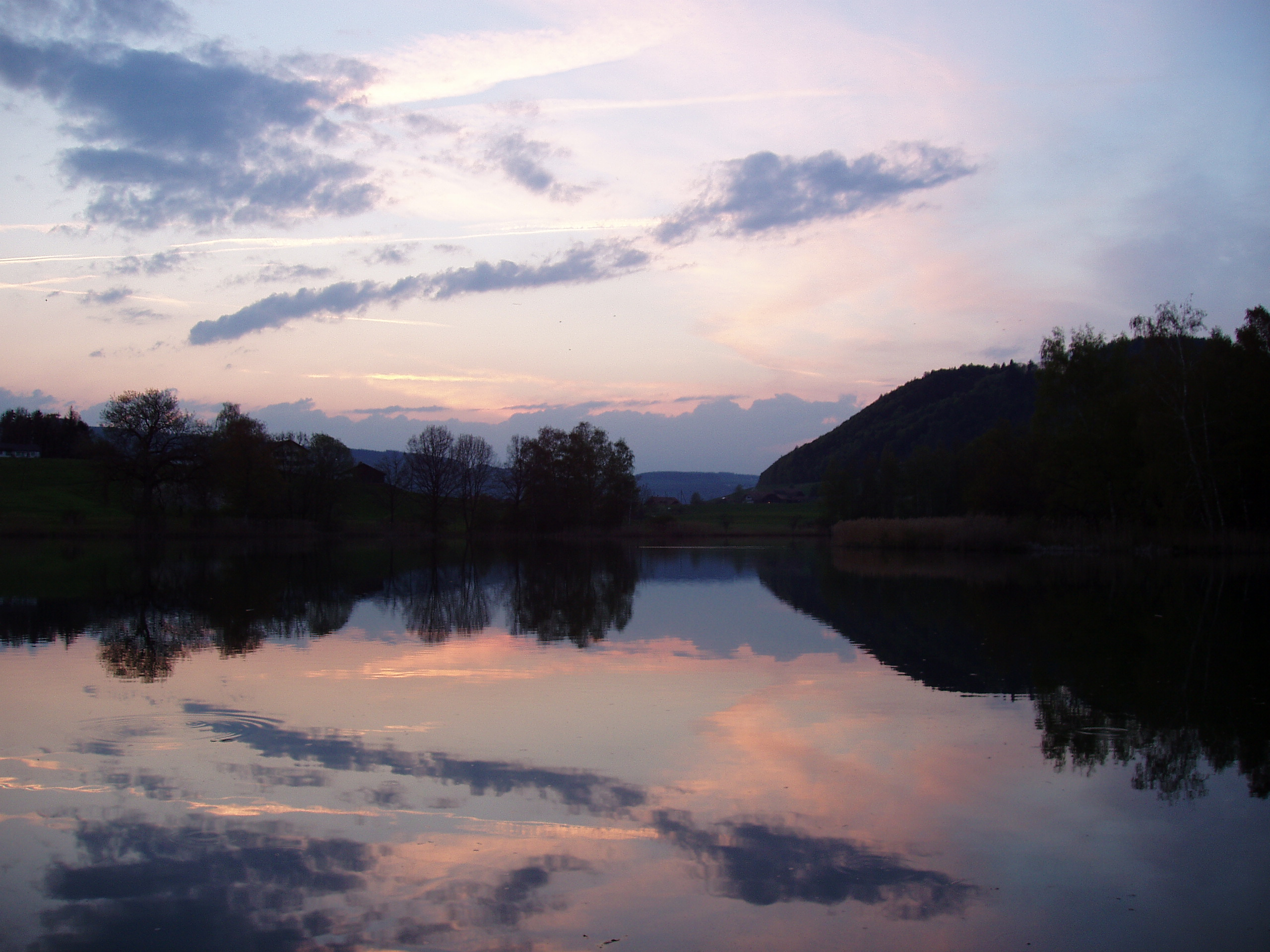
키르히도르프에서 본 게르첸호
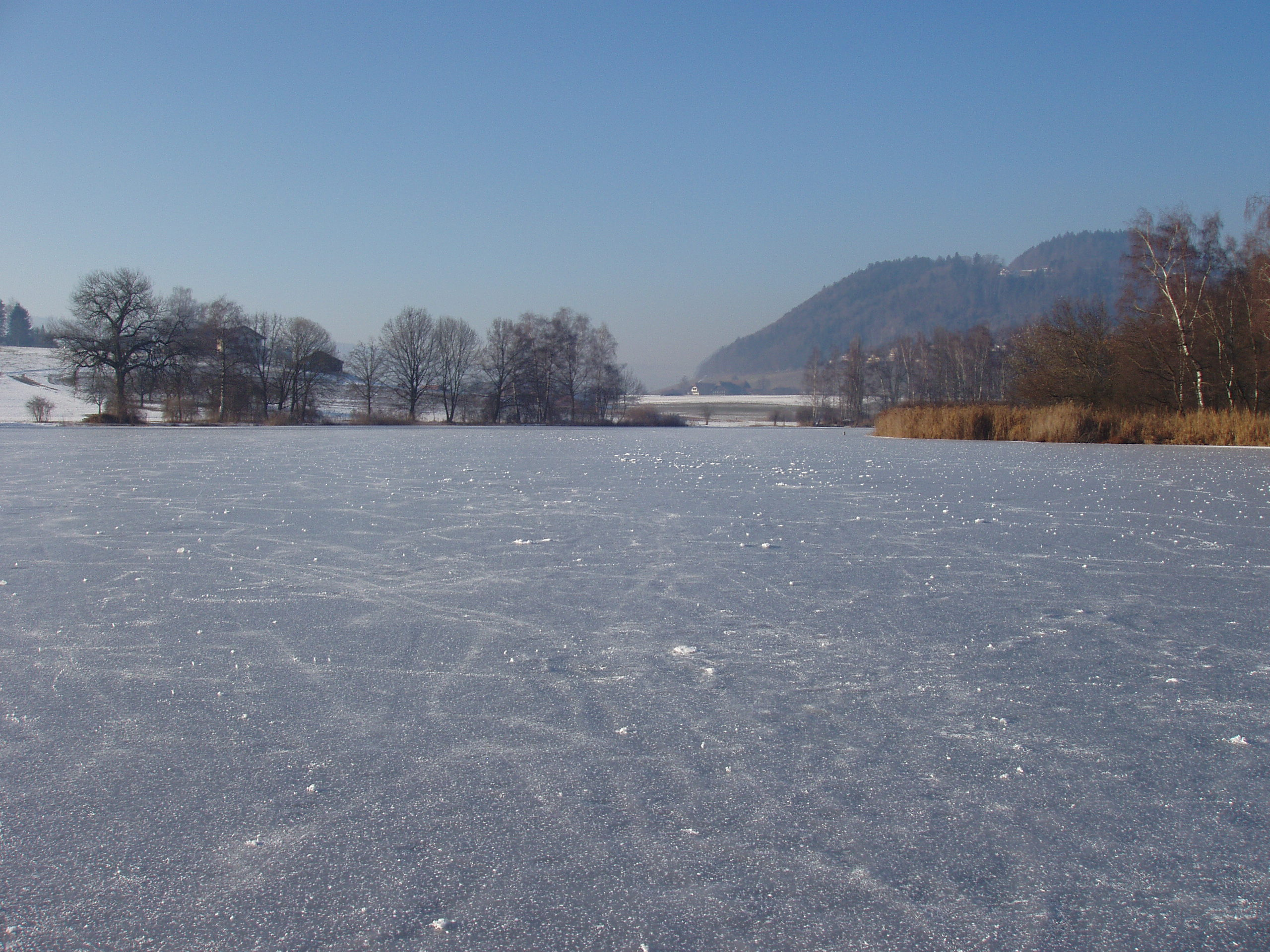
겨울의 호수
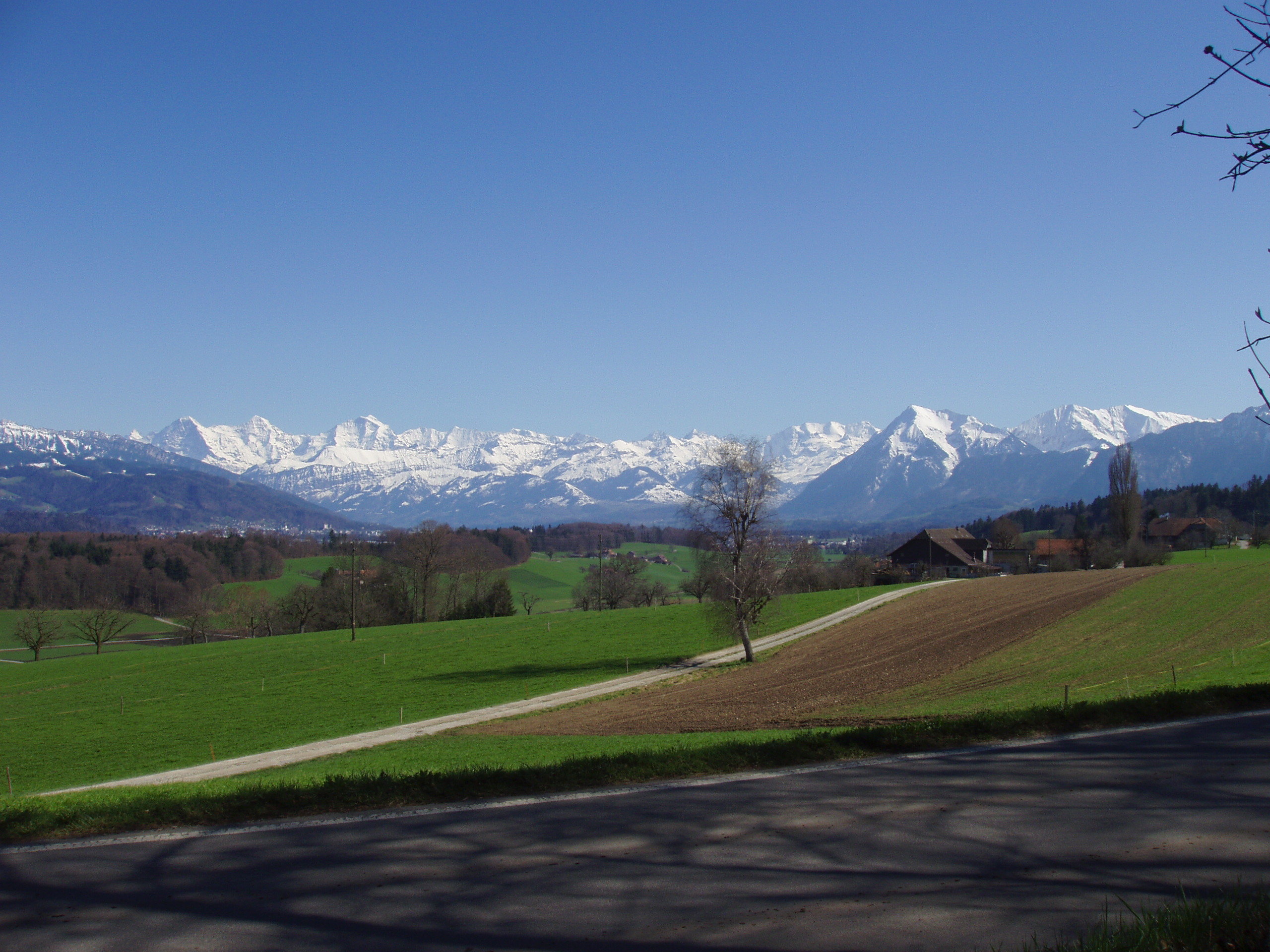
키르히도르프의 풍경: 베른 오버란트의 알프스

## 인구통계

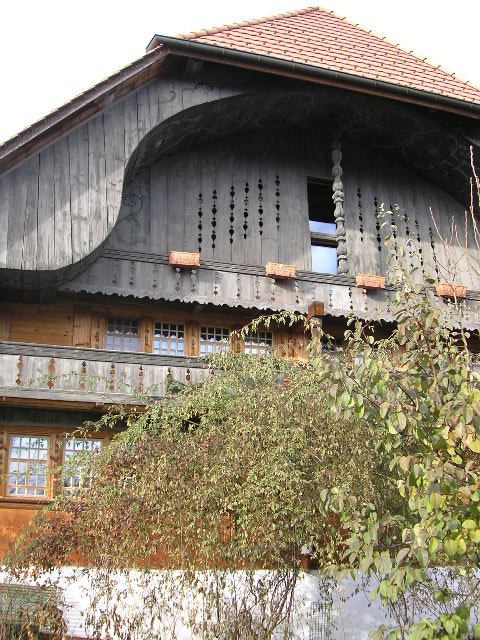
키르히도르프의 레너하우스 농가

2020년 12월 기준, 키르히도르프의 인구는 1,796명이다. 2012년 기준으로 인구의 3.7%가 거주하는 외국인이다. 2010년부터 2012년까지 지난 2년 동안 인구는 8.2%의 비율로 변경되었다. 이주는 7.0%, 출생과 사망은 0.0%를 차지했다.
2000년 기준, 인구 대부분인 792명(96.7%)이 독일어를 모국어로 사용하고, 프랑스어는 10명(1.2%)으로 두 번째로 많이 사용하고, 로만슈어는 3명(0.4%)으로 세 번째를 사용한다. 이탈리아어를 하는 2명의 사람이 있다.
2008년 기준으로 인구는 남성 49.4%, 여성 50.6%이다. 인구는 385명의 스위스 남성(인구의 47.3%)과 17명(2.1%)의 비스위스계 남성으로 구성되었다. 스위스 여성은 401명(49.3%), 비스위스계 여성은 11명(1.4%)이었다. 지자체의 인구 중 270명(33.0%)가 키르히도르프에서 태어나 2000년에 그곳에 살았다. 같은 주에서 태어난 408명(49.8%)가 있었고, 80명(9.8%)는 스위스 다른 곳에서 태어났다. 그리고 49명(6.0%)는 스위스 밖에서 태어났다.
2012년 기준으로 아동·청소년(0~19세)이 23.5%, 성인(20~64세)이 60.5%, 노인(64세 이상)이 16.0%를 차지한다.
2000년 기준으로 시정촌에는 미혼이거나, 독신인 사람이 346명 있다. 기혼자는 396명, 미망인은 44명, 이혼한 사람은 33명이었다.
2010년 기준 1인 가구는 96가구, 5인 이상 가구는 28가구이다. 2000년 기준으로 상시 입주가 가능한 아파트는 총 308호(전체의 93.3%)였으며, 성수기 아파트는 13개(3.9%), 공실은 9개(2.7%)였다. 2012년 기준 신규주택 건설률은 인구 1,000명당 14.76호이다. 2013년 시정촌 공실률은 1.0%였다. 2011년에 단독 주택은 시정촌 전체 주택의 51.8%를 차지했다.
역사적 인구는 다음 차트에 나와 있다.

## 국가중요문화재

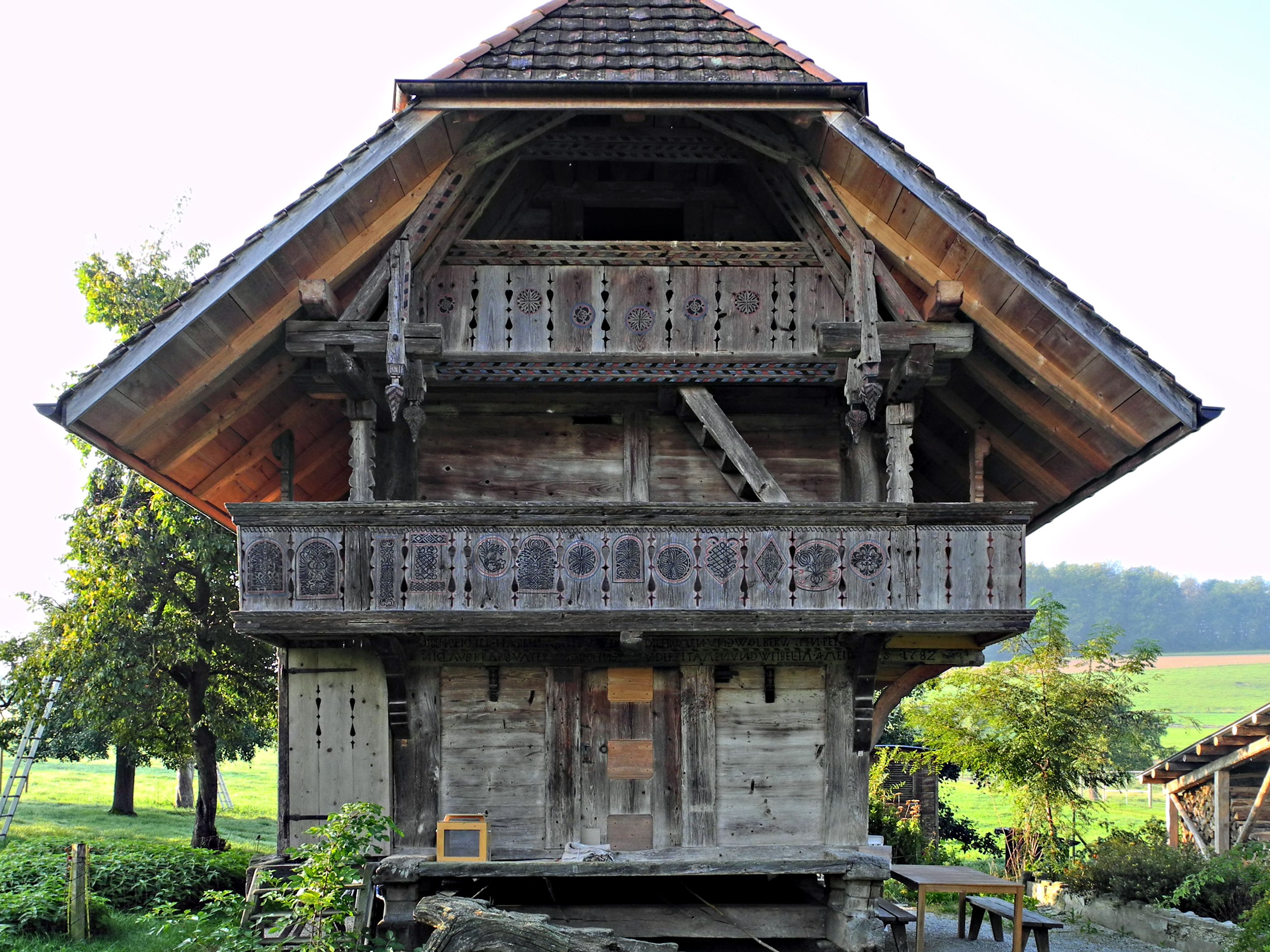
방앗간

뮐레도르프의 필게세 31에 있는 곡물 창고는 국가적으로 중요한 스위스 유산으로 등록되어 있다. 키르히도르프 마을 전체가 스위스 유산 목록의 일부로 지정되었다.

## 정치
2011년 연방 선거에서 가장 인기 있는 정당은 38.3%의 득표율을 기록한 스위스인민당(SVP) 이었다. 그 다음으로 인기 있는 3개 정당은 보수민주당(BDP) (15.2%), 사회민주당(SP) (11.9%), 녹색당 (9.5%)이었다. 이번 연방 총선에서는 총 584표가 나왔고, 투표율은 55.1%였다.

## 경제
2011년 현재 키르히도르프의 실업률은 1.18%이다. 2011년 기준으로 시정촌에 고용된 사람은 총 337명이다. 이 중 1차 경제 부문에 103명이 고용되었고, 이 부문에 약 27개 기업이 참여했다. 86명의 사람들이 2차 부문에 고용되었고, 이 부문에 17개의 기업이 있었다. 148명이 3차 부문에 고용되었으며, 이 부문에는 43개의 기업이 있다. 시정촌 주민은 430명으로 일정 정도 고용되었으며, 그 중 여성이 전체 노동력의 43.7%를 차지했다.
2008년에는 총 180개의 정규직에 상응하는 일자리가 있었다. 1차 부문의 일자리 수는 74개였으며, 모두 농업에 종사했다. 2차 부문의 일자리 수는 38개로 그중 15개(39.5%)가 제조업, 23개(60.5%)가 건설업이었다. 3차 부문의 일자리 수는 68개였다. 3차 부문의 경우; 7 또는 10.3%는 도소매 또는 자동차 수리업, 7 또는 10.3%는 물품의 이동 및 보관, 8 또는 11.8%는 호텔 또는 레스토랑, 9 또는 13.2%는 정보 산업에 종사했다. 8 또는 11.8%는 기술 전문가 또는 과학자, 8 또는 11.8%는 교육, 14 또는 20.6%는 의료 분야에 있었다.
2000년에는 자치단체로 통근하는 근로자가 88명, 출퇴근한 근로자가 293명이었다. 지자체는 근로자의 순 수출국으로, 들어오는 1명당 약 3.3명의 근로자가 지자체를 떠나고 있다. 총 137명의 근로자(시 전체 근로자 225명 중 60.9%)가 키르히도르프에 거주하고 일했다. 근로인구의 13.3%가 대중교통을 이용하여 출퇴근하고 56%가 자가용을 이용하였다.
2011년 키르히도르프의 150,000 CHF를 버는 기혼 거주자의 평균 지방 및 주 세율은 12.2%인 반면 미혼 거주자의 세율은 18%였다. 비교를 위해 같은 해 전체 주의 평균 비율은 14.2%와 22.0%인 반면 전국 평균은 각각 12.3%와 21.1%였다.
2009년에 지자체에는 총 356명의 납세자가 있었다. 그중 131개가 연간 75,000CHF 이상을 벌었다. 1년에 15,000에서 20,000 사이를 버는 사람이 한 명 있었다. 키르히도르프에 있는 75,000 CHF 이상 그룹의 평균 수입은 126,605 CHF인 반면 스위스 전체의 평균은 130,478 CHF였다.
2011년에는 전체 인구의 0.5%가 정부로부터 직접적인 재정 지원을 받았다.

## 종교
2000년 인구 조사에서 654명(79.9%가 스위스 개혁 교회에 속했고, 43명(5.3%가 로마 카톨릭에 속했다. 나머지 인구 중 정교회 교인이 1명, 크리스찬 가톨릭 교회 교인이 2명(0.24%), 다른 기독교 교회에 속한 44명(5.37%)이 있었다. 이슬람교는 2명(0.24%), 다른 교회에 소속된 1명의 개인이 있었다. 53명(6.47%)은 교회에 속하지 않고 불가지론자 또는 무신론자이다. 그리고 19명의 개인(2.32%)이 질문에 대답하지 않았다.

## 교육
키르히도르프에서는 인구의 약 61.4%가 비필수 고등교육을 이수했으며, 23.3%가 추가 고등교육(대학 또는 응용학문대학)을 이수했다. 인구 조사에 나와 있는 어떤 형태의 고등교육을 이수한 113명 중 75.2%가 스위스 남성이고, 23.0%가 스위스 여성이었다.
베른주 학교 시스템은 1년의 의무가 아닌 유치원, 6년의 초등학교를 제공한다. 이후 3년 동안의 의무적 중학교 과정을 거쳐 학생들을 능력과 적성에 따라 구분한다. 중학교 이하 학생들은 추가 학교에 다니거나 견습생으로 들어갈 수 있다.
2011-12학년도 동안 키르히도르프의 수업에 참석한 총 98명의 학생이 있었다. 구청에는 유치원이 없었다. 지자체에는 4개의 초등 학급과 82명의 학생이 있었다. 초등 학생 중 2.4%는 스위스의 영주권 또는 임시 거주자(시민권 아님)였으며, 2.4%는 교실 언어와 다른 모국어를 사용한다. 같은 해에 총 16명의 학생이 있는 하나의 중학교가 있었다. 6.3%는 교실 언어와 다른 모국어를 사용한다.
2000년 현재, 시정촌의 모든 학교에 다니는 학생은 총 72명이다. 이 중 69명은 시에서 거주하며, 학교를 다녔고, 3명은 다른 시에서 왔다. 같은 해에 58명이 시외 학교에 다녔다.

## 교통
뮐레투어넨에서 키젠까지 연결되는 주요 도로에서 벗어나 있지만, 지자체는 교통 연결이 잘 되어 있다. A6 고속도로(베른-툰)에 가장 가까운 연결 은 시내 중심에서 약 4km 떨어져 있다. 마을은 벨프에서 키르히도르프까지, 뮌징엔에서 키르히도르프까지 노선을 운행 하는 포스트버스 스위스 노선을 통해 대중 교통 네트워크와 연결되어 있다.